# عبد اللطيف بربيش
البروفيسور عبد اللطيف بربيش (1934 - 2015)، هو طبيب مغربي أستاذ الطب الباطني مشهور بأنه أشرف على أول عملية لزرع الكلي بالمغرب في أكتوبر من سنة 1968، وأحدث أول مركز لغسيل الكلي بالمغرب عام 1973.

## نشأته وحياته
ولد عبد اللطيف بربيش في مدينة فاس بالمغرب في 17 مايو 1934، والتحق بالدراسة في مدرسة مولاي يوسف، ثم التحق بمدرسة غورو الثانوية وحصل منها على شهادته الثانوية. وبعد ان أنهى دراسته الثانوية، التحق عبد اللطيف بربيش بدراسة الطب وحصل على درجة الدكتوراه في الطب عام 1961 من جامعة مونبلييه.

## مسيرته المهنية
تخصص عبد اللطيف بربيش في أمراض الكلى والإنعاش الطبي، وعمل في المركز الاستشفائي الجامعي في باريس خلال الفترة ما.بين عامي 1962 و1964. وفي عام 1967، عين عبد اللطيف بربيش أستاذًا مشاركًا للطب في جامعة الرباط بالمغرب. وفي عام 1968، أصبح كبيرًا للأطباء في مستشفى ابن سينا بالرباط، ثُم عين في نفس العام عميدًا لكلية الطب بجامعة الرباط، وهو المنصب الذي ظل يشغله حتى عام 1974. وفي عام 1982، أصبح عبد اللطيف بربيش سكرتيرًا دائمًا للمملكة المغربية وفي عام 1988، أصبح سفيرًا للمغرب في الجزائر.
شغل عبد اللطيف بربيش على مدار حياته المهنية العديد من المناصب، ففي أكتوبر 1968، أجرى أول عملية لزراعة الكلى في المغرب وفي عام 1973، أحضر أول جهاز لغسيل الكلى المزمن في المغرب. كما انتخب عبد اللطيف بربيش زميلاً في الأكاديمية الأفريقية للعلوم في عام 1986.
كان عبد اللطيف بربيش عضوًا مؤسسًا في الجمعيات المغربية للعلوم الطبية وأمراض الكلى، بالإضافة إلى كونه عضوًا في عدد من الجمعيات، ومن بينها الجمعية الفرنسية والدولية لأمراض الكلى، والجمعية الوطنية الفرنسية للطب الباطني، والأكاديمية الوطنية الفرنسية للطب.

## وفاته
توفي يوم الخميس 1 يناير 2015 بالعاصمة الرباط، عن سن 81 سنة، وووري جثمان الفقيد الثرى بمقبرة الشهداء بالرباط بعد صلاة العصر.

## من مؤلفاته
- « Les Etiologies du Syndrome de Banti au Maroc »
- « Les Glomérulo- néphrites malignes »

## الجوائز والأوسمة
حظي بالعديد من التوشيحات والجوائز المهنية والفخرية منها:
- الجائزة الطبية والميدالية الذهبية في عام 1961.
- جائزة نجمة الحرب في عام 1963.
- الوسام الملكي الفكتوري من درجة قائد في عام 1987.
- وسام الفنون والآداب الفرنسي من درجة قائد في عام 1989.
- وسام عرش المغرب من درجة قائد في عام 1993.
- قائد جوقة الشرف في عام 2000 وقائد وسام الاستحقاق لعدة بلدان أخرى (المملكة العربية السعودية وإسبانيا وألمانيا والدنمارك وإيطاليا والبرتغال والسنغال ...).
- كما حصل عبد اللطيف بربيش بعد وفاته في عام 2015 على وسام عرش المغرب من درجة الضابط الكبير.[12][13][14]